# Kingdom Hearts Birth by Sleep
Megjelenés: a sorozat előzményeként megjelent Kingdom Hearts: Birth by Sleep (átírással: Kingudamu Hātsu Basu Bai Surīpu ) az első PSP-re megjelent Kingdom Hearts volt. Japánban 2010. január 9., Amerikában 2010. szeptember 7., Európában pedig 2010. szeptember 10-én jelent meg.

## Történet
|  | Alább a cselekmény részletei következnek! |

Az epizód a történet előzményeként szolgál, önálló részként jelent meg. A Kingdom Hearts előtt 10 évvel játszódó történetben 3 karaktert (főszereplőt) ismerhetünk meg, mind a 3 játszható karakter, külön-külön kell velük játszanunk nem egységes csapatként(a játékot attól függően hogy melyik karakterrel játszunk, az ő nézőpontjából látjuk. Hogy teljesen megismerjük a történetet, mindhárom karakterrel játszanunk kell).
A játék 3 főszereplője: Terra, Aqua és Ventus. Legjobb barátok, testvérként tekintenek egymásra, keyblade mesterek akarnak lenni az otthonukban, a mesterük Eraqus tanítása segítségével.
Az idősebbeknek Terrának és Aquának már csak egy vizsgát kell letennie, hogy elérjék a mesteri rangot (Ventus, vagy röviden Ven, még fiatal, nem áll készen). Amíg Aqua teljesíti a vizsgát, és mester lesz, Terra elbukik a szívében lévő sötétség miatt. Amíg Ven a szobájában van, addig Eraqus mester kiadja Aquának és Terrának a feladatukat, Terra elindul vándorolni, hogy rájöjjön hogyan űzhetné ki a sötétséget a szívéből addig Aqua titokban azt a feladatot kapja, hogy titokban kémkedjen Terra után, hogy biztosak legyenek abban, hogy Terrán nem uralkodik el a sötétség. Miközben Terra elindul Ven is megérkezik, de mivel a szobájában volt, nem tudott Terra feladatáról, azt hitte Terra megszökik, ezért utána indult. Aqua végig nézte a történéseket és elindult ő is hogy hazahozza Vent. Különböző Disney világokon mennek keresztül. Például a Csipkerózsikából ismert kastély világa (Encharted Dominion).
A Hófehérke és a hét törpe világa (Dwarfs Woodlands), vagy a Lilo és Stitch-ből ismert rabszállító űrhajó (Deep Space). Ezalatt rájönnek, hogy a szörnyek amelyek a világokat riogatják (Unversed) Xhenahort (és a tanítványa, Vanitas) a korábbi mesterük összeesküvéséből származnak.
Később találkoznak (Pl: Radiant Garten) ilyenkor egységesen kell többször legyőzni egy adott ellenséget. Radiant Garten is egy központi hely ahol a történet későbbi karaktereit (kh 1-2) is láthatjuk (Pl: itt Aqua találkozott az akkor 4 éves Kairivel, Ventus Leával és Isával (Axel és Saix) Terra Braig-gel (Xigbar). Később eljutnak Destiny Islandre, ahol Aqua és Terra találkozik a 4 éves Sorával és az 5 éves Rikuval (Riku egy szertartás során megkapta a keyblade hordozó rangot Terrától) Aqua elmondja Sorának, hogyha egyszer Rikut elnyeli a sötétség neki kell megmentenie őt. Érzi, hogy Sorának erős a szíve ezért neki akarja adni a keybelder rangot de úgy gondolja, hogy Rikunak már van rangja , ő meg nem akarja hogy Sora és Riku rivalizáljon a keyblade mesteri rang miatt később, de azt is érzi, hogy nagyon erős a kötelék a két gyerek között és, hogy lehet hogy Sora is keyblade hordozó lesz.
A végső csatában (keyblade graveyard-kulcspenge temető) megtudjuk, hogy ki a másik titokzatos főgonosz (Vanitas) és hogy mi a céljuk, a kingdom hearts segítségével létrehozni a végső keyblade-et. Terra megállítja Xhenahortot aki ellopja Terra testét, és elnyomja a szívét, de terra erőfeszítéseinek köszönhetően elveszíti emlékeit, így világhódításról szóló terveit, később az amnéziás Terra Xhenahort Ansem segédje lesz. Ventus megállítja Vanitast akiről kiderül, hogy az ő sötét énje. Miután legyőzi a szíve összetörik és ő kómába zuhan . A szíve felkeresi Sorát aki befogadja Ven szívét, addig amíg Ventus szíve helyre nem áll és vissza képes térni a testébe. Aqua ezeket az eseményeket végignézi, Ven testét elhelyezi Oblivion várában, hogy ott nyugodjon amíg nem tér vissza a szíve. Utána Terra után megy, Radiant Gartenbe ahol megmenti őt, saját magát feláldozva, hogy ne nyelje el Terra Xehanortot a sötétség. Ő a sötétség foglya marad, csaknem 12 évvel később jut el arra a helyre ahol Sora és Riku volt a kh 2-ben (a sötét helyen a végén mikor megkapják Kairi levelét) nem öregedett, találkozik Ansemmel – aki túlélte a kh 2 végén lévő robbanást, és ő is a sötétség foglya lett – aki elmondja neki, hogy a világot már sokszor el akarták pusztítani, de mindig megmentette egy fiú aki egy kulcspengét hordozott. Ő fogja megmenteni Aquát Terrát és Vent (meg persze a világot) most is a sötétségtől Aqua megkérdezte mi a fiú neve, erre Ansem azt mondja: Sora. Aqua erre örömében elsírja magát (tudta hogy Sora képes lesz rá ).
|  | Itt a vége a cselekmény részletezésének! |

Kapcsolatok a Kingdom Hearts I, II -vel :
- megtudjuk hogy a 2. rész végén Kairi miért tudta használni a keyblade-et.
- megtudjuk, honnan jött Kairi.
- megtudjuk, hogy Xhehanort volt az első Destiny Islandről aki elment.
- megtudjuk, hogy Xehanort hogy került radiant gartenbe.
- megtudjuk, hogy Riku miért lett keybelder.
- megtudjuk, hogy Sora egy olyan ember aki össze tudja kapcsolni a szíveket, és be tudja fogadni azokat.
- megtudjuk, hogy Sora szívéhez születésekor csatlakozott Ventus szíve és 4 évesen befogadta azt.
- megtudjuk, hogy a 3 ember akikre a kh-re: coded végén utaltak (3 ember aki Sora szívéhez van kapcsolva: Ven, Terra, Aqua,).
- megtudjuk, hogy Roxas honnan kapta a külsejét (Ventus szívének egy része jelent meg benne).
- megtudjuk, hogy Mickey, Donald, Goofy és Yen Sid már találkoztak, és segítettek Terrával Vennel és Aquával.